# Santa Eugènia de la Riba
Santa Eugènia de la Riba era l'església, antigament parroquial, del poble de Santa Eugènia de la Riba, del terme comunal del Soler, a la comarca del Rosselló (Catalunya del Nord).
Estava situada en el petit nucli de Santa Eugènia de la Riba, o, simplement, Santa Eugènia. El lloc és actualment en un indret de creixement d'un polígon industrial.

## Història
És esmentada en documents dels segles x i xi: 988 (Sancta Eugenia) i 1048 (villa S. Eugenie super ipsa ripa qui dicunt Tovori. El 1258 fou decretada erma (deserta), i fou donada al prevere de Sant Domènec del Castell.

## L'edifici
Actualment no en queden gaires restes visibles. Tan sols unes restes de parets amb una mica de cementiri al costat, al nord-oest del poblet de Santa Eugènia.